# 1560-as évek
Évszázadok: 15. század · 16. század · 17. század
Évtizedek: 1510-es évek · 1520-as évek · 1530-as évek · 1540-es évek · 1550-es évek · 1560-as évek · 1570-es évek · 1580-as évek · 1590-es évek · 1600-as évek · 1610-es évek
Évek: 1560 · 1561 · 1562 · 1563 · 1564 · 1565 · 1566 · 1567 · 1568 · 1569

## Háború és politika
- 1566-ban elkezdődik a németalföldi szabadságharc.
- Elesik Szigetvár, amelyet Zrínyi Miklós horvát bán védelmez hősiesen. A vár utolsó ostroma előtt meghal Szulejmán szultán is (vérhasban)

## Vallás
- 1561-ben a wassyi mészárlással megkezdődtek a francia vallásháborúk.
- A reformáció kiteljesedése Erdélyben János Zsigmond uralkodása alatt; 1568-ban a tordai országgyűlésen megszületik a vallásszabadságról szóló törvény.

## A világ vezetői
- I. Ferdinánd (Magyar Királyság)  (1526–1564† )
- Miksa magyar király (Magyar Királyság)  (1564–1576† )
- II. János (Erdélyi Fejedelemség) (1559–1571† )
- Nagy Szulejmán, akinek uralkodása idején az Oszmán Birodalom elérte virágzásának tetőfokát.